# Tarutino (Oblast' di Čeljabinsk)
Tarutino è un centro abitato della Russia.